# رودلف ئی کالمن
رودلف ئی کالمن (مجاری: Kálmán Rudolf Emil؛ ۱۹ مهٔ ۱۹۳۰ – ۲ ژوئیهٔ ۲۰۱۶) یک دانشمند در زمینه مهندسی برق و ریاضیات اهل ایالات متحده آمریکا بود.
وی همچنین برنده جوایزی همچون مدال افتخار آی‌تریپل‌ئی و نشان ملی علوم شده‌است.
رودولف (رودی) امیل کالمن (مارس ۱۹، ۱۹۳۰ – ۲ ژوئیه ۲۰۱۶) بود مهندس برق، ریاضیدان و مخترع آمریکایی متولد مجارستان بود. او بیش از همه برای برای اختراع و توسعه فیلتر کالمن، الگوریتم ریاضی که به‌طور گسترده در پردازش سیگنال، کنترل و هدایت، ناوبری و کنترل مورد استفاده است، مشهور است. باراک اوباما رئیس‌جمهور ایالات متحده برای این کار در ۷اکتبر، ۲۰۰۹ به کالمن نشان ملی علوم اعطا کرد.

## پیشه
رودولف کالمن در سال ۱۹۳۰ در بوداپست متولد شد. پس از مهاجرت به ایالات متحده آمریکا در سال ۱۹۴۳ مدرک لیسانس خود را در سال ۱۹۵۳ و مدرک کارشناسی ارشد خود را در سال ۱۹۵۴ از مؤسسه فناوری ماساچوست در مهندسی برق دریافت کرد. کالمن درجه دکتری خود را در سال ۱۹۵۷ در دانشگاه کلمبیا در نیویورک به اتمام رساند. کالمن از سال ۱۹۵۸ تا ۱۹۶۴ به عنوان ریاضیدان و پژوهشگر در پژوهشکده مطالعات پیشرفته در بالتیمور مشغول به کار بود. او یک از سال ۱۹۶۴ تا ۱۹۷۱ استاد دانشگاه استنفورد و پس از آن استاد دانشگاه و مدیر مرکز ریاضی نظریه سیستم دانشگاه فلوریدا از سال ۱۹۷۱ تا ۱۹۹۲ بود. کالمن در بامداد ۲ ژوئیه ۲۰۱۶ در خانه‌اش در گینسویل فلوریدا درگذشت.